# Mamadou Touré (giocatore di calcio a 5 2001)
Mamadou Siragassy Touré (Sèvres, 15 settembre 2001) è un giocatore di calcio a 5 francese.

## Carriera

### Club
Originario di Villeneuve-la-Garenne, Touré si avvicina tardivamente al calcio a 5 su insistenza dei dirigenti della squadra cittadina dell'ACCS. Dopo alcune partite giocate con la squadra riserve, l'allenatore Jesús Velasco lo aggrega stabilmente alla prima squadra, con cui vince – seppur da comprimario – la Division 1 nella stagione 2020-21. Durante l'estate, alcune inadempienze amministrative comportano, tuttavia, la retrocessione d'ufficio del club dell'Hauts-de-Seine. Nel corso della successiva cavalcata che riporta l'ACCS nella massima serie, Touré trova la consacrazione sportiva, accendendo l'interesse dei grandi club spagnoli grazie anche alla controversa partecipazione dei francesi alla fase finale di UEFA Champions League. Nel luglio del 2022 si trasferisce al Barcellona, diventando il primo francese a indossare la maglia culé. 

### Nazionale
Touré ha debuttato nella Nazionale maschile di calcio a 5 della Francia nel 2021; con i transalpini ha disputato la Coppa del Mondo 2024 insieme all'omonimo Mamadou Touré, di tre anni più grande.

## Palmarès
- Campionato francese: 1
ACCS: 2020-21
- Supercoppa di Spagna: 1
Barcellona: 2022
- Coppa del Re: 1
Barcellona: 2022-23
- Campionato spagnolo: 1
Barcellona: 2022-23
- Coppa di Spagna: 1
Barcellona: 2023-24